# La Thune
Cet article concerne le film. Pour la chanson d'Angèle, voir La Thune (chanson).
Pour plus de détails, voir Fiche technique et Distribution.
La Thune est un film français réalisé par Philippe Galland et sorti en 1991. C'est le 1er film de Léa Drucker.

## Synopsis
Kamel, un jeune beur de banlieue parisienne, veut monter sa propre société et devenir riche. Il rencontre Edwige, lycéenne issue d'une famille bourgeoise qui rejette son milieu. Le père d'Edwige n'apprécie guère le petit ami de sa fille.

## Fiche technique
- Titre : La Thune
- Réalisation : Philippe Galland
- Scénario : Catherine Breillat, Philippe Galland
- Production : Initial Groupe, Machinassou, Société Générale de Gestion Cinématographique (SGGC)
- Image : Hugues de Haeck
- Musique : Richard Horowitz, Ennio Morricone
- Montage : Patricia Ardouin
- Pays d'origine :  France
- Genre : Comédie
- Durée : 92 minutes
- Date de sortie : 20 novembre 1991

## Distribution
- Dalil Abadou Meziani: Frère de Kamel
- Sami Bouajila : Kamel
- Sophie Aubry : Edwige
- Martin Lamotte : Le père d'Edwige
- Isabelle Petit-Jacques : La mère d'Edwige
- Léa Drucker : Meilleure amie Edwige
- Simon Allix : Le meilleur ami
- Meyriam Berrabah : Aïcha
- Christine Citti : Une journaliste

## Distinctions

### Nominations
Sami Bouajila est nommé pour le Prix Michel-Simon en 1992.